# Phragmipedium warszewiczii
Phragmipedium warszewiczii é uma espécie de orquídea terrestre, família Orchidaceae, que habita da Costa Rica ao Panamá.